# فيسوك
جبل فيسوك ويسمى أيضًا بيسوكي، بيسوكو، كيرونجا فيسوك أو ويسوكي  هو بركان يقع على الحدود بين جمهورية الكونغو الديمقراطية ورواندا.

## الجغرافيا
يقع فيسوك في شرق أفريقيا على جانبي الحدود بين جمهورية الكونغو الديمقراطية التي تغطي المنحدرات الشمالية الغربية، ورواندا التي تغطي المنحدرات الجنوبية الشرقية، في وسط الفرع الغربي للوادي الكبير. ويحيط به كاريسيمبي من الجنوب الغربي، وميكينو من الغرب، ومدينة روهينجيري من الشرق إلى الجنوب الشرقي.
يبلغ ارتفاع بركان فيسوك 3711 مترًا فوق مستوى سطح البحر، وتحيط به حفرة تحتوي على بحيرة يبلغ قطرها 450 مترًا.  هذا البركان المخروطي المتماثل، ذو المنحدرات الواضحة والمكون من الحمم البركانية التراتشيانديزيتية، هو نقطة البداية لمحاذاة مخاريط السكوريا الممتدة عند قدميه باتجاه الشمال الشرقي.
ويندرج البركان في حديقة البراكين الوطنية في رواندا وفي حديقة فيرونغا الوطنية في جمهورية الكونغو الديمقراطية.

## أصل التسمية
أطلق السكان المحليون على الجبل إسم «فيسوك» نسبة إلى البحيرتين البركانيتين المحيطان به ؛ فبيسوك بلغة أهل البلد تعني «الغارق في الماء» .

## تاريخ
تاريخيا لا يُعرف سوى ثورانين لبركان فيسوك : في عامي 1891 و1957م على الرغم من أن الأول غير مؤكد إلا أن الثاني الذي وقع في الفترة من 1 إلى 2 أغسطس 1957م، خلف آثارا كبيرة ظاهرة ممثلة في 0.7 مليون متر مكعب من الحمم البركانية و0.1 مليون متر مكعب من التيفرا.

## السياحة
جبل بيسوك هو واحد من الوجهات السياحية البارزة في دولتي رواندا والكونغو، ويتميز بجمال طبيعته وتنوعه البيولوجي، نظرًا لكونه يقع ضمن حديقتين وطنيتين غنيتان بالأشجار والحيوانات الفريدة الخاصة بالمنطقة كالغوريلا الجبلية ؛ ونتاجا لهذا تعرف المنطقة عدد مهما من الزوار سنويا منهم الباحثين عن الغوريلا أو غيرها من الحيوانات البرية والباحثون عن المغامرات والإكتشاف ومتسلقو الجبال.

## الملاحق

### رابط خارجي
- (بالإنجليزية) Global Volcanism Program - Visoke